# 宣傳單張

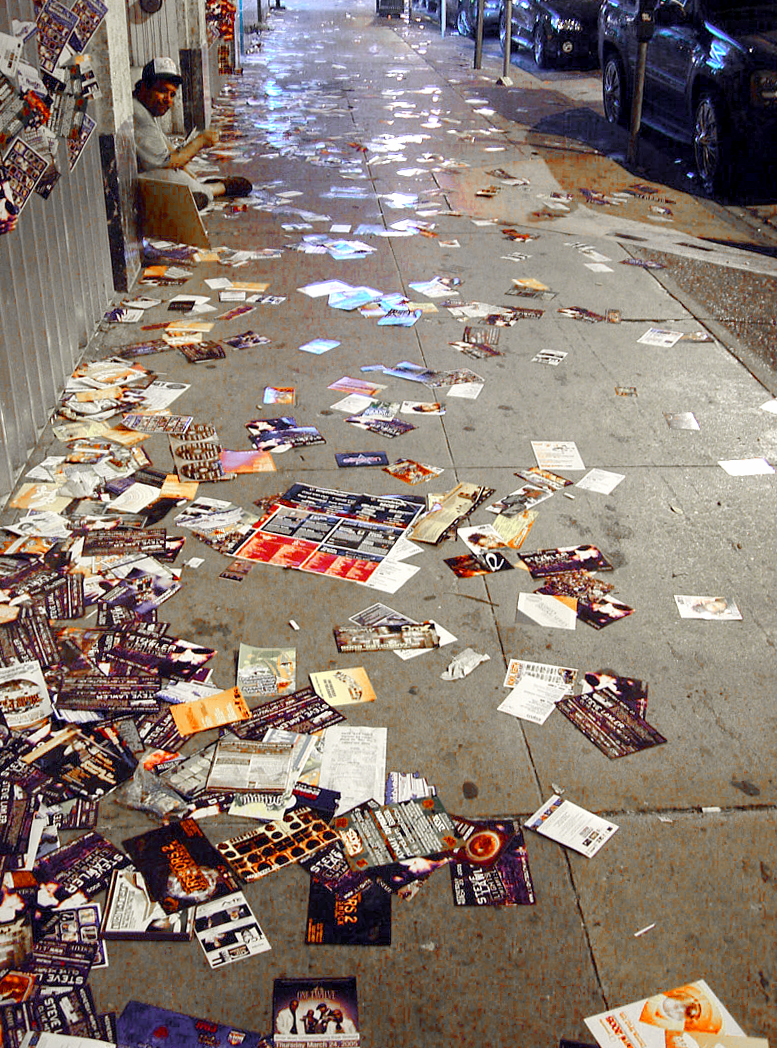
美国迈阿密街头，散落一地的宣傳單張，

宣傳單張簡稱傳單，又名廣告單張，是為廣告宣傳而出版的單頁印刷品，是B2B、C2B、B2C的廣告媒體。 比較海報更加個人化，讀者可以帶走，閒時重讀再三，倍增資訊印象。多頁的宣傳印刷品則稱為小冊子。

## 宣傳單張的分發途徑
- 郵寄至目標讀者的信箱
- 信差服務，專人按戶派至收件人的辦公室及住宅
- 在街上人流多的通道、行人路、車站等，專人派到途人的手中
- 放在公眾地方顯眼處，例如銀行大堂、售票處等，任人自由取閱
- 战争中会使用火炮、飞机等武器发射炮宣弹等分发心理战传单。

比較以上幾種配送方式，前者比較主動，但是不環保，即使對方收到，而獲得閱讀的成功率比較低，當然多數視為垃圾郵件。

## 宣傳單張的用纸
- 名片尺寸的大小、A6、A5、A4、A3、A2纸尺寸的大小、各种不同重量的纸

宣传单尺寸大小可分為
32开：210*140mm、
16开：210*285mm、
8开：420*285mm、
4开：570*420mm、
对开：840*570mm

## 宣傳單張的印刷
- 黑白等单色印刷、彩色印刷、双色印刷印刷

## 常見的用途
- 商品、店舖宣傳
- 政治、選舉宣傳
- 資訊傳達
- 軍事宣傳（心理戰）